# Ночные пришельцы (фильм, 1971)
«Ночные пришельцы» (англ. The Nightcomers) — триллер режиссёра Майкла Уиннера. Фильм — предыстория классической повести «Поворот винта» Генри Джеймса.

## Сюжет
Сироты Флора и Майлс живут на изолированной усадьбе с управляющей миссис Гроуз (Тора Хёрд), гувернанткой мисс Джессел (Стефани Бичем) и садовником Питером Квинтом (Марлон Брандо). Между Джессел и Квинтом существует любовная связь, за которой не без интереса наблюдают дети.

## В ролях
| Актёр           | Роль              |
| --------------- | ----------------- |
| Марлон Брандо   | Питер Квинт       |
| Стефани Бичем   | мисс Джессел      |
| Тора Хёрд       | миссис Гроуз      |
| Гарри Эндрюс    | глава семьи       |
| Верна Харви     | Флора             |
| Кристофер Эллис | Майлз             |
| Анна Палк       | новая гувернантка |

## Дополнительная информация
За роль садовника Питера Квинта Марлон Брандо был номинирован на получение кинопремии BAFTA в категории «Лучшая мужская роль».